# Croissance post-traumatique
La croissance post-traumatique (CPT) ou la constatation des avantages est un changement psychologique positif subi à la suite de l'adversité et d'autres défis afin d'atteindre un niveau de fonctionnement plus élevé. 
Ces circonstances représentent des défis importants pour les ressources adaptatives de l'individu et posent des défis significatifs à leur façon de comprendre le monde et leur place dans celui-ci. La croissance post-traumatique ne consiste pas à retourner à la même vie qu'avant une période de souffrance traumatique, mais plutôt à subir des changements psychologiques importants dans la façon de penser et de se rapporter au monde, qui contribuent à un processus personnel de changement profondément significatif.
Elle est souvent caractérisée par une diminution de la réactivité et une récupération plus rapide en réponse à des facteurs de stress similaires dans le futur. Ce phénomène est rendu possible par l'exposition à l'événement et l'apprentissage qui s'ensuit. Il est associé au mouvement de la psychologie positive. Le terme a été inventé par les psychologues Richard G Tedeschi et Lawrence G. Calhoun à l'Université de Caroline du Nord à Charlotte au milieu des années 1990. Selon Tedeschi, jusqu'à 90 % des survivants rapportent au moins un aspect de la croissance post-traumatique, comme une nouvelle appréciation de la vie. Un concept assez semblable dans la psychologie traditionnelle est la résilience, qui signifie atteindre le niveau de fonctionnement antérieur à un traumatisme, un facteur de stress ou un défi. La différence entre la résilience et la croissance post-traumatique est le point de récupération - la CPT va au-delà de la résilience et implique de trouver des avantages dans les défis.

## Historique
La compréhension générale du fait que la souffrance et la détresse peuvent potentiellement produire un changement positif n'est pas récente. Par exemple, certaines des premières idées et écrits des anciens Hébreux, des Grecs et des premiers chrétiens, ainsi que certains des enseignements de l'hindouisme, du bouddhisme, de l'islam et de la foi bahá'íe contiennent des éléments du pouvoir potentiellement transformateur de la souffrance. Les tentatives de comprendre et de découvrir le sens de la souffrance humaine représentent un thème central de beaucoup de recherches philosophiques et apparaissent dans les œuvres de romanciers, de dramaturges et de poètes. L'intérêt des chercheurs pour la croissance post-traumatique a commencé à prendre de l'ampleur dans les années 1990, en partant de l'idée qu'il fallait s'intéresser davantage à l'étude des personnes en bonne santé et aux aspects les plus positifs du comportement humain. Aujourd'hui, il existe des preuves accablantes que les personnes confrontées à une grande variété de circonstances très difficiles subissent des changements significatifs dans leur vie, dont beaucoup sont considérés comme très positifs. La croissance post-traumatique a été documentée en relation avec divers événements traumatiques naturels et d'origine humaine, y compris la maladie potentiellement mortelle, la guerre, la maltraitance, l'immigration et la mort d'êtres chers. Il a également été documenté dans de nombreux pays et dans le contexte de différentes cultures avec des preuves que la CPT est un phénomène universel, mais manifeste également certaines variations culturelles. La CPT a été conceptualisée non seulement pour les individus mais aussi pour les familles en tant que systèmes.

## Causes
La croissance post-traumatique survient lorsque l'on tente de s'adapter à des circonstances hautement négatives qui peuvent engendrer des niveaux élevés de détresse psychologique, tels que des crises majeures de la vie, qui engendrent généralement des réactions psychologiques désagréables. La croissance ne résulte pas directement d'un traumatisme, mais plutôt la lutte de l'individu avec la nouvelle réalité à la suite du traumatisme qui est cruciale pour déterminer dans quelle mesure la croissance post-traumatique survient. De manière encourageante, les rapports sur les expériences de croissance à la suite d'événements traumatisants sont beaucoup plus nombreux que les rapports de troubles psychiatriques, car la détresse personnelle et la croissance coexistent souvent.
En ce qui concerne les prédicteurs de la croissance post-traumatique, un certain nombre de facteurs ont été associés à la croissance adaptative après l'exposition à un traumatisme. Il a été démontré que la spiritualité est fortement corrélée avec la croissance post-traumatique et, en fait, beaucoup des croyances les plus profondément spirituelles sont le résultat d'une exposition au traumatisme (O'Rourke 2008). Le soutien social a été bien documenté comme un tampon pour la maladie mentale et la réponse au stress. En ce qui concerne la croissance post-traumatique, non seulement des niveaux élevés de soutien social pré-exposition sont associés à la croissance, mais il existe des preuves neurobiologiques pour soutenir l'idée que le soutien modulera une réponse pathologique au stress dans l'axe hypothalamo-hypophyso-surrénalienne (HHS) du cerveau (Ozbay 2007). Comme l'ont découvert Richard G. Tedeschi et d'autres chercheurs sur la croissance post-traumatique, la capacité d'accepter des situations qui ne peuvent pas être changées est cruciale pour s'adapter aux événements traumatisants de la vie. Ils l'appellent «acceptation face à l'adversité», et ont déterminé que l'acceptation de la réalité est un prédicteur significatif de la croissance post-traumatique. Il est également allégué, bien que faisant actuellement l'objet d'une enquête plus approfondie, que la possibilité d'une révélation émotionnelle puisse mener à une croissance post-traumatique sans toutefois réduire significativement la symptomatologie du stress post-traumatique (Slavin-Spenny 2010). Les rôles de genre ne prédisaient pas de manière fiable la croissance post-traumatique, bien qu'ils indiquent le type de traumatisme vécu par un individu. Les femmes ont tendance à subir une victimisation à un niveau plus individuel et interpersonnel (par exemple, la victimisation sexuelle) tandis que les hommes ont tendance à subir plus de traumatismes systémiques et collectifs (par exemple militaires et de combat). Étant donné que la dynamique de groupe semble jouer un rôle prédictif dans la croissance post-traumatique, on peut soutenir que le type d'exposition peut indirectement prédire la croissance chez les hommes (Lilly 2012).

## Caractéristiques
Les résultats observés chez les personnes qui ont connu une croissance post-traumatique comprennent certains des éléments suivants : une plus grande appréciation de la vie ; un changement du sens des priorités ; des relations plus chaleureuses et plus intimes ; un plus grand sens de la force personnelle ; la reconnaissance de nouvelles possibilités ou chemins de vie et le développement spirituel. Deux caractéristiques de la personnalité, qui peuvent influer sur la probabilité que les gens puissent utiliser positivement l'après-coup des événements traumatisants qui leur arrivent, sont l'extraversion et l'ouverture à l'expérience. Aussi, les optimistes peuvent être mieux en mesure de concentrer leur attention et leurs ressources sur les sujets les plus importants, et de se désengager de problèmes incontrôlables ou insolubles. La capacité de se plaindre et d'accepter progressivement un traumatisme pourrait également augmenter les chances de croissance. Il est également bénéfique pour une personne d'avoir des personnes de soutien qui peuvent aider à la croissance post-traumatique en fournissant un moyen d'élaborer des récits sur les changements qui ont eu lieu, et en offrant des perspectives qui peuvent être intégrées dans le changement de schéma. Ces relations aident à développer des récits ; ces récits de traumatisme et de survie sont toujours importants dans la croissance post-traumatique parce que le développement de ces récits force les survivants à se confronter à des questions de sens et à la manière dont les réponses à ces questions peuvent être apportées. Les différences individuelles dans les stratégies d'adaptation placent certaines personnes sur une spirale mésadaptée, tandis que d'autres procèdent à une spirale adaptative. En gardant cela à l'esprit, un début de réussite précoce pourrait être un précurseur de la croissance post-traumatique. Le niveau de confiance d'une personne peut également jouer un rôle dans sa capacité à persévérer dans la croissance ou, par manque de confiance, à abandonner.
Un article récent d'Iversen, Christiansen et Elklit (2011) suggère que les prédicteurs de la croissance ont des effets différents sur la CPT au niveau micro, méso- et macro, et qu'un prédicteur positif de croissance à un niveau peut être un prédicteur négatif de la croissance. un autre niveau. Cela pourrait expliquer certains résultats de recherche incohérents en la matière.[incompréhensible]
La croissance post-traumatique a été étudiée chez les enfants dans une moindre mesure. Une revue de Meyerson et ses collègues a trouvé diverses relations entre les facteurs sociaux et psychologiques et la croissance post-traumatique chez les enfants et les adolescents, mais a conclu que des questions fondamentales sur sa valeur et sa fonction demeurent.

## Théories et résultats
Pour comprendre l'importance de la prospérité dans l'expérience humaine, il est important de comprendre son rôle dans le contexte du traumatisme et sa séparation de l'idée de résilience de la psychologie traditionnelle. La présence de l'adversité est implicite à la fois dans l'idée de prospérité et de résilience. O'Leary et Ickovics ont créé un diagramme en quatre parties du spectre de la réponse humaine à l'adversité, dont les suivantes : succomber à l'adversité, survivre avec une qualité de vie diminuée, résilience (revenir à la qualité de vie de base) et prospérer. La prospérité comprend non seulement la résilience, mais une amélioration supplémentaire par rapport à la qualité de vie antérieure à l'événement indésirable.
En général, les recherches en psychologie montrent que les gens sont résilients dans l'ensemble. Par exemple, Southwick et Charney, dans une étude de 250 prisonniers de la guerre du Vietnam, a montré que les participants affichaient des taux de dépression et de TPST beaucoup plus bas que prévu. Meichenbaum a constaté que, tandis que 50 à 60 % des Nord-Américains auront l'expérience d'un traumatisme, seulement 5 à 10 % développeront généralement des symptômes du TPST. De même, 68 millions de femmes sur les 150 millions en Amérique seront victimes au cours de leur vie, mais seulement 10% souffriront dans la mesure où elles doivent demander l'aide de professionnels de la santé mentale. Il convient toutefois de nuancer ces chiffres. Il apparaît en effet que les mêmes personnes peuvent s'inscrire à la fois dans une dynamique de croissance post-traumatique et de reconnaître, en parallèle, avoir une vision altérée soit de leur avenir soit de leur société.
En général, l'approche de la résilience de la psychologie traditionnelle exposée dans les études ci-dessus est axée sur les problèmes, en supposant que le TSPT est le problème et que la résilience signifie simplement éviter ou régler ce problème afin de maintenir le bien-être de base. Cependant, ce type d'approche ne reconnaît pas toute croissance qui pourrait survenir au-delà de la base de référence précédemment définie. L'idée de la psychologie positive de prospérer tente de réconcilier cet échec. Une méta-analyse des études effectuées par Shakespeare-Finch dans ce domaine indique qu'il existe effectivement une association entre les symptômes de TPST et la croissance post-traumatique. L'hypothèse nulle selon laquelle il n'y a pas de relation entre les deux a été rejetée pour l'étude. La corrélation entre les deux était significative et dépendait de la nature de l'événement et de l'âge de la personne. Par exemple, les survivants d'agression sexuelle montrent moins de croissance post-traumatique que les survivants d'une catastrophe naturelle. En fin de compte, cependant, la méta-analyse sert à montrer que le TPST et la croissance post-traumatique ne sont pas des extrémités mutuellement exclusives d'un spectre de récupération et qu'elles peuvent effectivement coexister au cours d'un voyage réussi vers la prospérité.
En psychologie positive, le fait de prospérer vise certainement à promouvoir la croissance au-delà de la survie, mais il est important de noter que certaines des théories entourant les causes et les effets de celui-ci sont plus ambigus. La littérature de Carver indique que le concept de prospérité est difficile à définir objectivement. Il fait la distinction entre l'épanouissement physique et psychologique, ce qui implique que si la prospérité physique a des résultats mesurables évidents, la prospérité psychologique ne l'est pas autant. C'est l'origine de beaucoup d'ambiguïté entourant le concept. Carver énumère plusieurs indicateurs de prospérité autodéclarés : une plus grande acceptation de soi, un changement de philosophie et un changement de priorités. Ce sont des facteurs qui conduisent généralement une personne à penser qu'elle a grandi, mais qui sont évidemment difficiles à mesurer quantitativement.
L'approche des systèmes dynamiques pour prospérer tente de résoudre une partie de l'ambiguïté dans la définition quantitative prospère, citant prospère comme une amélioration de l'adaptabilité aux futurs traumatismes basés sur leur modèle d'attracteurs et de bassins attracteurs. Cette approche suggère que la réorganisation des comportements est nécessaire pour faire du comportement adaptatif positif un bassin d'attracteurs plus important, un domaine dans lequel le système montre une tendance.
Une autre tentative de cartographier quantitativement le concept de prospérité est via l'inventaire de croissance post-traumatique. L'inventaire comporte 21 éléments et est conçu pour mesurer la mesure dans laquelle on éprouve une croissance personnelle après l'adversité. L'inventaire comprend des éléments provenant de cinq domaines clés: les relations avec les autres, les nouvelles possibilités, la force personnelle, le changement spirituel et l'appréciation de la vie. Ces cinq catégories rappellent les expériences subjectives que Carver a eu du mal à quantifier dans sa propre littérature sur la prospérité, mais elles sont imposées à des échelles pour maintenir la mesurabilité. Lorsque l'on considère l'idée de prospérer à partir de l'approche en cinq points, il est plus facile de placer plus de recherche de la psychologie dans le contexte de la prospérité. De plus, une version abrégée de l'inventaire de croissance post-traumatique a été créée avec seulement 10 items, en sélectionnant deux questions pour chacune des cinq sous-échelles,. Des études ont été menées pour mieux comprendre la validité de cette échelle et certains ont trouvé que les mesures autodéclarées de la croissance post-traumatique ne sont pas fiables. Frazier et al. (2009) ont signalé que d'autres améliorations pourraient être apportées à cet inventaire pour mieux saisir les changements réels.
L'une des principales facettes de la croissance post-traumatique décrite par Meichenbaum est liée aux autres. En conséquence, beaucoup de travail a été fait pour indiquer que les ressources de soutien social sont extrêmement importantes pour la facilitation de la prospérité. House, Cohen et leurs collègues indiquent que la perception d'un soutien social adéquat est associée à une tendance adaptative améliorée. Cette idée d'une meilleure tendance adaptative est essentielle pour prospérer en ce sens qu'elle aboutit à une meilleure approche de l'adversité future. De même, Hazan et Shaver pensent que le soutien social fournit une base solide de sécurité pour l'effort humain. L'idée de l'effort humain se retrouve ici dans une autre des facettes de la croissance post-traumatique de Meichenbaum, de nouvelles possibilités, l'idée étant que la confiance d'une personne à «s'efforcer» face à la nouveauté est un signe de prospérité.
Parallèlement à une troisième facette de la croissance post-traumatique de Meichenbaum, la force personnelle, une méta-analyse de six études qualitatives réalisées par Finfgeld met l'accent sur le courage comme chemin vers la prospérité. Les preuves tirées de l'analyse indiquent que la capacité d'être courageux comprend l'acceptation de la réalité, la résolution de problèmes et la détermination. Non seulement cela soutient directement l'importance de la force personnelle dans la prospérité, mais peut aussi être rapproché au concept de « nouvelles possibilités » de Meichenbaum à travers l'idée que la détermination et la résolution adaptative des problèmes aident à affronter de nouvelles possibilités constructives. En outre, l'étude de Finfgeld a montré que le courage est promu et soutenu par des forces intra- et interpersonnelles, ce qui renforce le concept de Meichenbaum de « relation aux autres » et son effet sur la prospérité.
Sur l'idée de Meichenbaum de l'appréciation de la vie, la recherche faite par Tyson sur un échantillon de personnes de 2 à 5 ans dans le traitement du deuil révèle l'importance de créer du sens. Les études montrent que faire face au deuil de manière optimale ne consiste pas seulement à « s'en remettre et à aller de l'avant », mais aussi à créer un sens pour faciliter le meilleur rétablissement. L'étude a montré que les histoires et les formes créatives d'expression augmentent la croissance après un deuil. Ces preuves sont fortement appuyées par le travail de Michael et Cooper axé sur les facettes du deuil qui facilitent la croissance, notamment «l'âge des personnes endeuillées», « le soutien social », « le temps écoulé depuis la mort », la « religion » et « les stratégies cognitives actives ». L'idée de stratégies d'adaptation se fait l'écho de l'importance des lieux prospères sur l'amélioration de l'adaptabilité. L'importance du soutien social à la croissance trouvée par Michael et Cooper appuie clairement le concept de «relation à autrui» de Meichenbaum. De même, la signification de la religion fait écho à la facette « de changement spirituel » de Meichenbaum de la croissance post-traumatique.
En général, comme l'a souligné Carver, l'idée de prospérer semble difficile à retirer de l'expérience subjective. Cependant, le travail effectué par Meichenbaum pour créer son inventaire de croissance post-traumatique aide à établir une carte plus mesurable de la prospérité. Les cinq domaines de croissance post-traumatique décrits par Meichenbaum incluent : les relations avec les autres, les nouvelles possibilités, la force personnelle, le changement spirituel et l'appréciation de la vie. Bien que la littérature qui traite spécifiquement de « prospérité » soit rare, il y a beaucoup de recherches dans les cinq domaines mentionnés par Meichenbaum comme facilitant la prospérité, qui soutiennent l'idée que la croissance après l'adversité est une possibilité viable et significative pour le bien-être humain.

## Applications dans le champ scolaire
La croissance post-traumatique, de par son apparition récente, n'est pas encore connue d'une majorité d'enseignants. Néanmoins, elle apparaît comme horizon de la résilience, qui, elle a été rendue populaire par les travaux de Boris Cyrulnik. Si on l'envisage comme tel, plusieurs dispositifs pédagogiques peuvent lui être rattachés, notamment le programme Spark développé au Royaume-Uni et testé en France (il existe une fiche sur l'Expérithèque du site du Ministère de l'Education nationale  ). Plus largement, la croissance post-traumatique est la finalité d'un enseignement de la bienveillance, développant les forces de l'élève et faisant confiance en l'éducabilité universelle.

## Concepts liés
Contrairement à la résilience, la robustesse, l'optimisme et le sens de la cohérence, la croissance post-traumatique se réfère à un changement personnel qui dépasse la capacité de résister et de ne pas être endommagé par des circonstances très stressantes; il implique un mouvement au-delà des niveaux d'adaptation précédant le traumatisme. Il se pourrait que les personnes les plus performantes sur ces dimensions de capacité d'adaptation rapportent une croissance relativement faible. C'est parce que ces personnes ont des stratégies d'adaptation qui leur permettront d'être moins bousculées par un traumatisme, or la lutte avec un traumatisme peut être cruciale pour la croissance post-traumatique.